# Спомен костурница у Удову
Спомен капела и костурница у Удову се налази у малом месту Удово, на улазу у Валдановску котлину, на путу Скопље-Солун са леве стране на узвишици. Удово је село у општина Валандово у данашњој Северној Македонији, које је удаљено од средишта општине око 12 km северозападно, а од места Ђевђелија око 25 km северно.

## Историја догађаја
Почетак Првог светског рата Србија је била у затегнутим односима са Бугарском. Ситуација на фронтовима 1915. године је одговарала Бугарској. Почетком 1915. јачају активности бугарско-турских агитатора и комитских чета. Бугарска влада почела је да шаље специјално припремљене диверзантске чете ради оружаних провокација и напада на српске власти у Вардарској Македонији.
Валандовски покољ се збио на Велики петак 2. априла 1915. године (20. марта 1915. према тада важећем Јулијанском календару). По поноћи, под вођством официра и војвода Бугари су прешли српско-бугарску границу на седам места у дужини од 34 km, и опколиле све карауле и пограничне стране и притом убиле (заклале) све српске граничаре, затим су напали и села. Главна група од 2.000 људи прешла је границу код карауле Чепели и Удова дошли неприметно изнад железничке станице Струмица у Удову и извела први напад. Друга група од око 1.000 људи спустила се у село Пирава и напала положај српске војске која је с те стране бранила Валандово. Остале групе комита напале су Валандово са свих страна.
Први судар комита са српским војницима био је око 600-700 метара од железничке станице. У том тренутку приспела је и комитска колона из правца села Баракли и ојачала напад на српске јединице. Комите су нападале са свих страна и брзо су успеле да ликвидирају малобројну одбрану која је била први одбрамбени штит испред железничке станице.  Да битка не буде потпуно изгубљена, заслуга је мајора Павла Блажарића, који је био командант обезбеђења пруге од Скопља до Ђевђелије. Чим је зачуо прве пуцње, мајор Павле Блажарић је покушао да преплива Вардар, у чему није успео јер је вода била превелика, Вардар је био брз и хладан. Вратио се назад и испео да пређе мост преко Вардара на рукама, са доње стране, држећи се за греде од моста. Успео је да се пробије до железничке станице, одакле је телеграфом упутио позив за помоћ јединицама српске војске у Демир Капији и Ђевђелији. 
Око осам часова бранитељима на мосту прискочио је у помоћ 14. српски корпус из Ђевђелије, а око 10 часова српска посада коначно је успела да одбије напад комита. Српска војска је у контранападу натерала комите да се повуку у Бугарску и у 11 часова завршена је битка код железничке станице Струмица-Удово.
У одбрани Валандова било је распоређено само 120 српских војника. Око два сата после поноћи започета је опсада Валандова. Комите су успеле да ликвидирају српске војне посаде око Валандова, а посебно жестоке борбе биле су од села Пирава до Валандова и на Валандовском брду.
Нападачи су у седам часова ујутру опколили Валандово са свих страна и заузели га око 11 часова, а сви браниоци су изгинули. Бугари су одмах преузели све војне и државне зграде и натерали сво становништво да се скупи у центру града где су одржали неколико говора убеђујући га да ће целу Македонију ускоро „ослободити од српског ропства“. Мештанима је такође саопштено да се припреме за полазак ка Бугарској. Валандово је те ноћи остало пусто, а мали део становника успео је да се сакрије на таване и у подруме. 
- Према подацима сакупљеним после овог подмуклог напада у борбама на Велики петак (Валандовски покољ) од укупно 450 српских војника погинуо је 261 а рањено је 87 војника. Лешеви српских војника су скрнављени на различите начине-сечени ножевима и бајонетима, спаљивани.

## Спомен капела са костурницом
Валандово је 8. марта 1931. године погодио снажан земљотрес, а већ сутрадан краљ Александар I Карађорђевић посетио је места погођена земљотресом. Том приликом обишао је гробове палих око 270 српских војника и официра и покренуо иницијативу за изградњу спомен-костурнице у Удову.
Спомен-костурница завршена је 1936. и освећена 1. новембра, када је и освећена. Поред војника погинулих на Велики петак, ту су положене и кости 2.000 њихових ратних другова погинулих на југу Македоније, у општинама Ђевђелија, Дојран, Струмица и Неготино.
Спомен-костурница у Удову заштићена је законом Завода за заштиту споменика Северне Македоније.

## Данас
Спомен капела и костурница се редовно посећује сваке године на Велики петак, и организује се комеморативни скуп, који организује регионални одбор Српске заједнице у Македонији-Валандово са другим српским организацијама и представницима српске амбасаде и представницима Северне Македоније. Спомен Капела-костурница налази се одмах поред главног пута смером Београд-Солун на узвишици у месту Удово, а пре Ђевђелије која је неких 25 km јужно.
Данас бригу о спомен-костурници води Зоран Стаменковић-Моравац.

## Извор
- Срби. Мк. - Спомен -костурница у Удову Архивирано на веб-сајту  (22. јул 2011)
- http://www.srpska.org.mk/ о Спомен костурници у Удову

41° 20′ 35.9″ N 22° 26′ 35.7″ E / 41.343306° С; 22.443250° И